# Sgonico
Sgonico (eslovè Zgonik) és un municipi italià, dins de la província de Trieste. L'any 2007 tenia 2.122 habitants. Limita amb els municipis de Duino-Aurisina (Devin Nabrežina), Monrupino (Repentabor), Sežana (Eslovènia) i Trieste.

## Fraccions
- Borgo Grotta Gigante (Briščiki)
- Bristie (Brišče).
- Campo Sacro (Božje Polje).
- Colludrozza (Koludrovica).
- Devincina (Devinščina).
- Gabrovizza San Primo (Gabrovec).
- Rupinpiccolo (Repnič).
- Sagrado di Sgonico (Zagradec).
- Sales (Salež).
- Samatorza (Samatorca).

## Situació lingüística
| Pertinença lingüística (cens 2001) | 18,40% italià |
| Pertinença lingüística (cens 2001) | 81,60% eslovè |

## Administració
| Període | Identitat    | Partit        |
| ------- | ------------ | ------------- |
| 2004-   | Mirko Sardoč | Llista cívica |